# 와부초등학교
와부초등학교(瓦阜初等學校)는 대한민국 경기도 남양주시 와부읍 덕소리에 소재한 공립 초등학교이다.

## 학교 연혁
- 2002년 3월 1일: 개교, 초대 양정렬 교장 취임
- 2002년 3월 2일: 초일 32학급 편성 (남 774명, 여 670명, 계 1444명)
- 2004년 3월 1일: 제2대 박광현 교장 취임
- 2008년 3월 1일: 제3대 임동기 교장 취임
- 2011년 9월 1일: 제4대 윤혜은 교장 취임
- 2015년 3월 1일: 제5대 김영신 교장  취임
- 2018년 9월 1일: 제6대 강종희 교장 취임

## 참고 자료
- 와부초등학교 - 한국교육학술정보원 학교알리미